# Oritoniscus magnei
Oritoniscus magnei är en kräftdjursart som beskrevs av Legrand 1964. Oritoniscus magnei ingår i släktet Oritoniscus och familjen Trichoniscidae. Inga underarter finns listade i Catalogue of Life.